# 2015-ös férfi röplabda-Európa-bajnokság
A 2015-ös férfi röplabda-Európa-bajnokság a 29. volt a sportág történetében. A tornát  közösen rendezte Bulgária és Olaszország. A címvédő az orosz válogatott volt. A tornát Franciaország nyerte, története során először.

## Helyszínek
A mérkőzéseket az alábbi helyszíneken játszották:
| A csoport, elődöntők | C és D csoport, helyosztók | B csoport, Negyeddöntők      | Nyolcaddöntők    |
| -------------------- | -------------------------- | ---------------------------- | ---------------- |
| Torino, Olaszország  | Milánó, Olaszország        | Várna, Bulgária              | Szófia, Bulgária |
| PalaRuffini          | Mediolanum Forum           | Palace of Culture and Sports | Arena Armeec     |
| Férőhely: 5000       | Férőhely: 11 500           | Férőhely: 5500               | Férőhely: 12 373 |
|                      |                            |                              |                  |

## Lebonyolítás
A tornán 16 ország válogatottja vett részt. A csapatokat négy darab négy csapatból álló csoportokba sorsolták. A csoportmérkőzések után az első helyezettek közvetlenül a negyeddöntőbe kerültek. A 2–3. helyezettek még egy mérkőzést játszottak a negyeddöntőbe jutásért. A negyeddöntőtől egyenes kieséses rendszerben folytatódtak a küzdelmek.

## Csoportkör
| Színmagyarázat                                                          |
| ----------------------------------------------------------------------- |
| A csoportok első helyezettjei bejutottak a negyeddöntőbe.               |
| A csoportok második és harmadik helyezettjei a nyolcaddöntőbe jutottak. |
| A csoportok negyedik helyezettjei kiestek.                              |

A sorrend meghatározása
- Ha a mérkőzésnek 3–0 vagy 3–1 lett a végeredménye, akkor a győztes 3, a vesztes 0 pontot kapott.
- Ha a mérkőzésnek 3–2 lett a végeredménye, akkor a győztes 2, a vesztes 1 pontot kapott.
- Azonos pontszám esetén a több nyert mérkőzés, majd a szettarány, és a pontarány döntött.

Az időpontok helyi idő szerint értendők.

### A csoport
|             |      | Mérkőzések | Mérkőzések | Szettek | Szettek | Szettek | Pontok | Pontok | Pontok |
| Csapat      | Pont | Gy         | V          | Sz+     | Sz–     | SzA     | P+     | P–     | PA     |
| ----------- | ---- | ---------- | ---------- | ------- | ------- | ------- | ------ | ------ | ------ |
| Bulgária    | 7    | 3          | 0          | 9       | 4       | 2,250   | 292    | 273    | 1,070  |
| Hollandia   | 6    | 2          | 1          | 8       | 6       | 1,333   | 317    | 305    | 1,039  |
| Németország | 4    | 1          | 2          | 5       | 6       | 0,833   | 239    | 223    | 1,072  |
| Csehország  | 1    | 0          | 3          | 3       | 9       | 0,333   | 223    | 270    | 0,826  |

| 2015. október 9. 17:30 | Csehország                               | 1–3 | Hollandia | Szófia, Bulgária |
| 2015. október 9. 17:30 | (21–25, 17–25, 25–20, 18–25) Jegyzőkönyv |     |           | Szófia, Bulgária |

| 2015. október 9. 20:30 | Bulgária                          | 3–0 | Németország | Szófia, Bulgária |
| 2015. október 9. 20:30 | (25–20, 25–17, 25–20) Jegyzőkönyv |     |             | Szófia, Bulgária |

| 2015. október 10. 17:30 | Hollandia                                       | 3–2 | Németország | Szófia, Bulgária |
| 2015. október 10. 17:30 | (17–25, 25–23, 22–25, 25–21, 15–13) Jegyzőkönyv |     |             | Szófia, Bulgária |

| 2015. október 10. 20:30 | Csehország                                     | 2–3 | Bulgária | Szófia, Bulgária |
| 2015. október 10. 20:30 | (25–19, 20–25, 25–16, 19–25, 9–15) Jegyzőkönyv |     |          | Szófia, Bulgária |

| 2015. október 11. 17:45 | Németország                       | 3–0 | Csehország | Szófia, Bulgária |
| 2015. október 11. 17:45 | (25–14, 25–14, 25–16) Jegyzőkönyv |     |            | Szófia, Bulgária |

| 2015. október 11. 20:45 | Hollandia                                       | 2–3 | Bulgária | Szófia, Bulgária |
| 2015. október 11. 20:45 | (27–29, 25–20, 26–28, 25–23, 15–17) Jegyzőkönyv |     |          | Szófia, Bulgária |

### B csoport
|               |      | Mérkőzések | Mérkőzések | Szettek | Szettek | Szettek | Pontok | Pontok | Pontok |
| Csapat        | Pont | Gy         | V          | Sz+     | Sz–     | SzA     | P+     | P–     | PA     |
| ------------- | ---- | ---------- | ---------- | ------- | ------- | ------- | ------ | ------ | ------ |
| Franciaország | 8    | 3          | 0          | 9       | 3       | 3,000   | 282    | 237    | 1,190  |
| Olaszország   | 7    | 2          | 1          | 8       | 3       | 2,667   | 250    | 229    | 1,092  |
| Észtország    | 3    | 1          | 2          | 4       | 6       | 0,667   | 211    | 220    | 0,959  |
| Horvátország  | 0    | 0          | 3          | 0       | 9       | 0,000   | 169    | 226    | 0,748  |

| 2015. október 9. 18:00 | Horvátország                      | 0–3 | Franciaország | Torino, Olaszország |
| 2015. október 9. 18:00 | (24–26, 14–25, 22–25) Jegyzőkönyv |     |               | Torino, Olaszország |

| 2015. október 9. 21:00 | Olaszország                       | 3–0 | Észtország | Torino, Olaszország |
| 2015. október 9. 21:00 | (25–19, 26–24, 25–15) Jegyzőkönyv |     |            | Torino, Olaszország |

| 2015. október 10. 17:30 | Franciaország                            | 3–1 | Észtország | Torino, Olaszország |
| 2015. október 10. 17:30 | (25–13, 25–22, 22–25, 25–18) Jegyzőkönyv |     |            | Torino, Olaszország |

| 2015. október 10. 20:30 | Horvátország                      | 0–3 | Olaszország | Torino, Olaszország |
| 2015. október 10. 20:30 | (23–25, 21–25, 19–25) Jegyzőkönyv |     |             | Torino, Olaszország |

| 2015. október 11. 15:00 | Észtország                        | 3–0 | Horvátország | Torino, Olaszország |
| 2015. október 11. 15:00 | (25–19, 25–18, 25–10) Jegyzőkönyv |     |              | Torino, Olaszország |

| 2015. október 11. 18:00 | Franciaország                                   | 3–2 | Olaszország | Torino, Olaszország |
| 2015. október 11. 18:00 | (23–25, 21–25, 25–19, 25–17, 15–13) Jegyzőkönyv |     |             | Torino, Olaszország |

### C csoport
|                  |      | Mérkőzések | Mérkőzések | Szettek | Szettek | Szettek | Pontok | Pontok | Pontok |
| Csapat           | Pont | Gy         | V          | Sz+     | Sz–     | SzA     | P+     | P–     | PA     |
| ---------------- | ---- | ---------- | ---------- | ------- | ------- | ------- | ------ | ------ | ------ |
| Lengyelország    | 9    | 3          | 0          | 9       | 1       | 9,000   | 260    | 200    | 1,300  |
| Belgium          | 6    | 2          | 1          | 6       | 4       | 1,500   | 232    | 232    | 1,000  |
| Szlovénia        | 3    | 1          | 2          | 5       | 6       | 0,833   | 266    | 252    | 1,056  |
| Fehéroroszország | 0    | 0          | 3          | 0       | 9       | 0,000   | 151    | 225    | 0,671  |

| 2015. október 9. 17:30 | Szlovénia                         | 3–0 | Fehéroroszország | Várna, Bulgária |
| 2015. október 9. 17:30 | (25–12, 25–21, 25–17) Jegyzőkönyv |     |                  | Várna, Bulgária |

| 2015. október 9. 20:30 | Lengyelország                     | 3–0 | Belgium | Várna, Bulgária |
| 2015. október 9. 20:30 | (25–18, 29–27, 25–16) Jegyzőkönyv |     |         | Várna, Bulgária |

| 2015. október 10. 17:30 | Fehéroroszország                  | 0–3 | Belgium | Várna, Bulgária |
| 2015. október 10. 17:30 | (17–25, 18–25, 17–25) Jegyzőkönyv |     |         | Várna, Bulgária |

| 2015. október 10. 20:30 | Szlovénia                                | 1–3 | Lengyelország | Várna, Bulgária |
| 2015. október 10. 20:30 | (21–25, 30–28, 26–28, 13–25) Jegyzőkönyv |     |               | Várna, Bulgária |

| 2015. október 11. 15:00 | Belgium                                  | 3–1 | Szlovénia | Várna, Bulgária |
| 2015. október 11. 15:00 | (27–25, 14–25, 27–25, 28–26) Jegyzőkönyv |     |           | Várna, Bulgária |

| 2015. október 11. 18:00 | Fehéroroszország                  | 0–3 | Lengyelország | Várna, Bulgária |
| 2015. október 11. 18:00 | (13–25, 19–25, 17–25) Jegyzőkönyv |     |               | Várna, Bulgária |

### D csoport
|             |      | Mérkőzések | Mérkőzések | Szettek | Szettek | Szettek | Pontok | Pontok | Pontok |
| Csapat      | Pont | Gy         | V          | Sz+     | Sz–     | SzA     | P+     | P–     | PA     |
| ----------- | ---- | ---------- | ---------- | ------- | ------- | ------- | ------ | ------ | ------ |
| Oroszország | 9    | 3          | 0          | 9       | 1       | 9,000   | 246    | 187    | 1,316  |
| Szerbia     | 5    | 2          | 1          | 7       | 5       | 1,400   | 277    | 261    | 1,061  |
| Finnország  | 3    | 1          | 2          | 3       | 6       | 0,500   | 193    | 218    | 0,885  |
| Szlovákia   | 1    | 0          | 3          | 2       | 9       | 0,222   | 217    | 267    | 0,813  |

| 2015. október 9. 17:30 | Szlovákia                                      | 2–3 | Szerbia | Busto Arsizio, Olaszország |
| 2015. október 9. 17:30 | (22–25, 25–22, 28–30, 26–24, 9–15) Jegyzőkönyv |     |         | Busto Arsizio, Olaszország |

| 2015. október 9. 20:30 | Oroszország                       | 3–0 | Finnország | Busto Arsizio, Olaszország |
| 2015. október 9. 20:30 | (25–20, 25–19, 25–23) Jegyzőkönyv |     |            | Busto Arsizio, Olaszország |

| 2015. október 10. 15:00 | Szerbia                           | 3–0 | Finnország | Busto Arsizio, Olaszország |
| 2015. október 10. 15:00 | (25–19, 25–15, 25–21) Jegyzőkönyv |     |            | Busto Arsizio, Olaszország |

| 2015. október 10. 18:00 | Szlovákia                         | 0–3 | Oroszország | Busto Arsizio, Olaszország |
| 2015. október 10. 18:00 | (14–25, 10–25, 15–25) Jegyzőkönyv |     |             | Busto Arsizio, Olaszország |

| 2015. október 11. 15:00 | Finnország                        | 3–0 | Szlovákia | Busto Arsizio, Olaszország |
| 2015. október 11. 15:00 | (26–24, 25–22, 25–22) Jegyzőkönyv |     |           | Busto Arsizio, Olaszország |

| 2015. október 11. 18:00 | Szerbia                                  | 1–3 | Oroszország | Busto Arsizio, Olaszország |
| 2015. október 11. 18:00 | (23–25, 25–21, 18–25, 20–25) Jegyzőkönyv |     |             | Busto Arsizio, Olaszország |

## Egyenes kieséses szakasz
|  |               |               |               |             |               |              |              |              |               |               |               |           |               |               |               |             |       |       |
|  | Nyolcaddöntők | Nyolcaddöntők | Nyolcaddöntők |             |               | Negyeddöntők | Negyeddöntők | Negyeddöntők |               |               | Elődöntők     | Elődöntők | Elődöntők     |               |               | Döntő       | Döntő | Döntő |
|  | Nyolcaddöntők | Nyolcaddöntők | Nyolcaddöntők |             |               | Negyeddöntők | Negyeddöntők | Negyeddöntők |               |               | Elődöntők     | Elődöntők | Elődöntők     |               |               | Döntő       | Döntő | Döntő |
|  | október 13.   | október 13.   | október 13.   | október 14. | október 14.   | október 14.  |              |              |               |               |               |           |               |               |               |             |       |       |
|  | október 13.   | október 13.   | október 13.   | október 14. | október 14.   | október 14.  |              |              |               |               |               |           |               |               |               |             |       |       |
|  | C2            | Belgium       | 0             | A1          | Bulgária      | 3            |              |              |               |               |               |           |               |               |               |             |       |       |
|  | C2            | Belgium       | 0             | A1          | Bulgária      | 3            | október 17.  |              |               |               |               |           |               |               |               |             |       |       |
|  | A3            | Németország   | 3             |             |               |              | Németország  | 0            |               |               |               |           |               |               |               |             |       |       |
|  | A3            | Németország   | 3             |             |               |              | Németország  | 0            |               | Bulgária      | Bulgária      | 2         |               |               |               |             |       |       |
|  | október 13.   | október 13.   | október 13.   | október 14. | október 14.   | október 14.  |              |              |               | Bulgária      | Bulgária      | 2         |               |               |               |             |       |       |
|  | október 13.   | október 13.   | október 13.   | október 14. | október 14.   | október 14.  |              |              | Franciaország | Franciaország | 3             |           |               |               |               |             |       |       |
|  | D2            | Szerbia       | 3             | B1          | Franciaország | 3            |              |              | Franciaország | Franciaország | 3             |           |               |               |               |             |       |       |
|  | D2            | Szerbia       | 3             | B1          | Franciaország | 3            |              | október 18.  |               |               |               |           |               |               |               |             |       |       |
|  | B3            | Észtország    | 2             |             |               |              | Szerbia      | 1            |               |               |               |           |               |               |               |             |       |       |
|  | B3            | Észtország    | 2             |             |               |              | Szerbia      | 1            |               | Franciaország | Franciaország | 3         |               |               |               |             |       |       |
|  | október 13.   | október 13.   | október 13.   | október 14. | október 14.   | október 14.  |              |              |               | Franciaország | Franciaország | 3         |               |               |               |             |       |       |
|  | október 13.   | október 13.   | október 13.   | október 14. | október 14.   | október 14.  |              |              | Szlovénia     | Szlovénia     | 0             |           |               |               |               |             |       |       |
|  | A2            | Hollandia     | 0             | C1          | Lengyelország | 2            |              |              |               | Szlovénia     | 0             |           |               |               |               |             |       |       |
|  | A2            | Hollandia     | 0             | C1          | Lengyelország | 2            | október 17.  |              |               |               |               |           |               |               |               |             |       |       |
|  | C3            | Szlovénia     | 3             |             |               |              | Szlovénia    | 3            |               |               |               |           |               |               |               |             |       |       |
|  | C3            | Szlovénia     | 3             |             |               |              | Szlovénia    | 3            |               | Szlovénia     | Szlovénia     | 3         | Bronzmérkőzés | Bronzmérkőzés | Bronzmérkőzés |             |       |       |
|  | október 13.   | október 13.   | október 13.   | október 14. | október 14.   | október 14.  |              |              |               | Szlovénia     | Szlovénia     | 3         | Bronzmérkőzés | Bronzmérkőzés | Bronzmérkőzés |             |       |       |
|  | október 13.   | október 13.   | október 13.   | október 14. | október 14.   | október 14.  |              |              | Olaszország   | Olaszország   | 1             |           |               | október 18.   | október 18.   | október 18. |       |       |
|  | B2            | Olaszország   | 3             | D1          | Oroszország   | 0            |              |              | Olaszország   | Olaszország   | 1             |           |               | október 18.   | október 18.   | október 18. |       |       |
|  | B2            | Olaszország   | 3             | D1          | Oroszország   | 0            |              |              |               |               |               |           |               | Bulgária      | Bulgária      | 1           |       |       |
|  | D3            | Finnország    | 0             |             |               |              | Olaszország  | 3            |               |               |               |           |               | Bulgária      | Bulgária      | 1           |       |       |
|  | D3            | Finnország    | 0             |             |               |              | Olaszország  | 3            |               | Olaszország   | Olaszország   | 3         |               |               |               |             |       |       |
|  |               |               |               |             |               |              |              |              |               | Olaszország   | Olaszország   | 3         |               |               |               |             |       |       |

### Nyolcaddöntők
| 2015. október 13. 17:30 | Hollandia                         | 0–3 | Szlovénia | Szófia, Bulgária |
| 2015. október 13. 17:30 | (16–25, 19–25, 22–25) Jegyzőkönyv |     |           | Szófia, Bulgária |

| 2015. október 13. 17:30 | Szerbia                                        | 3–2 | Észtország | Busto Arsizio, Olaszország |
| 2015. október 13. 17:30 | (21–25, 14–25, 25–8, 25–22, 15–13) Jegyzőkönyv |     |            | Busto Arsizio, Olaszország |

| 2015. október 13. 20:30 | Belgium                           | 0–3 | Németország | Szófia, Bulgária |
| 2015. október 13. 20:30 | (16–25, 29–31, 17–25) Jegyzőkönyv |     |             | Szófia, Bulgária |

| 2015. október 13. 20:30 | Olaszország                       | 3–0 | Finnország | Busto Arsizio, Olaszország |
| 2015. október 13. 20:30 | (25–19, 25–16, 25–22) Jegyzőkönyv |     |            | Busto Arsizio, Olaszország |

### Negyeddöntők
| 2015. október 14. 17:45 | Lengyelország                                   | 2–3 | Szlovénia | Szófia, Bulgária |
| 2015. október 14. 17:45 | (17–25, 19–25, 25–23, 25–19, 14–16) Jegyzőkönyv |     |           | Szófia, Bulgária |

| 2015. október 14. 17:30 | Franciaország                            | 3–1 | Szerbia | Busto Arsizio, Olaszország |
| 2015. október 14. 17:30 | (25–22, 25–23, 14–25, 25–20) Jegyzőkönyv |     |         | Busto Arsizio, Olaszország |

| 2015. október 14. 20:45 | Bulgária                          | 3–0 | Németország | Szófia, Bulgária |
| 2015. október 14. 20:45 | (25–19, 25–23, 25–23) Jegyzőkönyv |     |             | Szófia, Bulgária |

| 2015. október 14. 20:30 | Oroszország                       | 0–3 | Olaszország | Busto Arsizio, Olaszország |
| 2015. október 14. 20:30 | (20–25, 19–25, 19–25) Jegyzőkönyv |     |             | Busto Arsizio, Olaszország |

### Elődöntők
| 2015. október 17. 17:45 | Szlovénia                                | 3–1 | Olaszország | Szófia, Bulgária |
| 2015. október 17. 17:45 | (25–13, 23–25, 25–20, 25–20) Jegyzőkönyv |     |             | Szófia, Bulgária |

| 2015. október 17. 20:45 | Bulgária                                        | 2–3 | Franciaország | Szófia, Bulgária |
| 2015. október 17. 20:45 | (25–18, 25–22, 24–26, 21–25, 12–15) Jegyzőkönyv |     |               | Szófia, Bulgária |

### Bronzmérkőzés
| 2015. október 18. 17:30 | Bulgária                                 | 1–3 | Olaszország | Szófia, Bulgária |
| 2015. október 18. 17:30 | (20–25, 14–25, 25–23, 20–25) Jegyzőkönyv |     |             | Szófia, Bulgária |

### Döntő
| 2015. október 18. 20:45 | Franciaország                     | 3–0 | Szlovénia | Szófia, Bulgária |
| 2015. október 18. 20:45 | (25–19, 29–27, 29–27) Jegyzőkönyv |     |           | Szófia, Bulgária |

| A 2015-ös férfi röplabda-Európa-bajnokság győztese |
| -------------------------------------------------- |
| · Franciaország · 1. cím                           |

## Végeredmény
| Helyezés | Csapat           |
| -------- | ---------------- |
| Arany    | Franciaország    |
| Ezüst    | Szlovénia        |
| Bronz    | Olaszország      |
| 4.       | Bulgária         |
|          |                  |
| 5.       | Lengyelország    |
| 6.       | Oroszország      |
| 7.       | Szerbia          |
| 8.       | Németország      |
|          |                  |
| 9.       | Belgium          |
| 10.      | Hollandia        |
| 11.      | Észtország       |
| 12.      | Finnország       |
| 13.      | Csehország       |
| 14.      | Szlovákia        |
| 15.      | Horvátország     |
| 16.      | Fehéroroszország |